# Idiopatyczne śródmiąższowe zapalenia płuc
Idiopatyczne śródmiąższowe zapalenia płuc (ang. idiopathic interstitial pneumonia, IIP) – grupa siedmiu schorzeń tkanki śródmiąższowej płuc o nieznanej lub niedokładnie określonej etiologii, różniących się przebiegiem choroby, obrazem w badaniach rentgenowskich płuc i w badaniach histopatologicznych.
Do idiopatycznych śródmiąższowych zapaleń płuc zalicza się:
- idiopatyczne włóknienie płuc
- niespecyficzne śródmiąższowe zapalenie płuc
- kryptogenne organizujące się zapalenie płuc
- zespół Hammana-Richa (ostre śródmiąższowe zapalenie płuc)
- śródmiąższowa choroba płuc z zapaleniem oskrzelików oddechowych
- złuszczające śródmiąższowe zapalenie płuc
- limfocytowe śródmiąższowe zapalenie płuc

W diagnostyce tej grupy chorób wykorzystuje się:
- płukanie oskrzelowo-płucne (BAL)
- badanie RTG klatki piersiowej
- tomografię komputerową wysokiej rozdzielczości (HRCT)
- badania czynnościowe układu oddechowego (np. spirometria, pletyzmografia, ocena zdolności dyfuzyjnej gazów w płucach)
- badania histopatologiczne